# Чубарева Ольга Олексіївна
Ольга Олексіївна Чубарева (Olha Chubareva, 5 жовтня 1975, Рудний, Костанайська область, Казахстан) — Народна артистка України (2015), українська співачка, провідна солістка Національної філармонії України, володарка титулів «Чарівний голос України», «Берегиня», «Визнання-2011». Докторка філософії за Болонською системою. Професорка Інституту мистецтв Національного педагогічного університету ім. Михайла Драгоманова.

## Життєпис
Ольга народилася на півночі Казахстану. Виховувалася у творчій родині: мати також закінчила музичне училище. 1984 року родина повернулася до України. Музичну школу Ольга закінчила у класі фортепіано з відзнакою.
Навчалася на музично-педагогічному факультеті Рівненського педагогічного інституту, який закінчила екстерном з відзнакою як піаністка. Там також почала опановувати професійний вокал. Далі вступила одразу на другий курс вокального факультету Харківського державного інституту мистецтв імені Івана Котляревського, до класу професора Людмили Георгіївни Цуркан, тонкого музиканта і чудового педагога. Дипломною роботою була партія Графині в опері Моцарта «Весілля Фігаро». 1998 року після закінчення навчання було багато поїздок, контрактів, виступи на концертах та участь в оперних виставах в усьому світі.
Ольга Чубарева не лише співачка, а і ювелір-гравер. Це сімейна справа. Вона оздоблювала ікони, зброю, дорогі шаблі й кинджали, які комусь дарували, і часто клієнти навіть гадки не мали, що вона ще й співає.

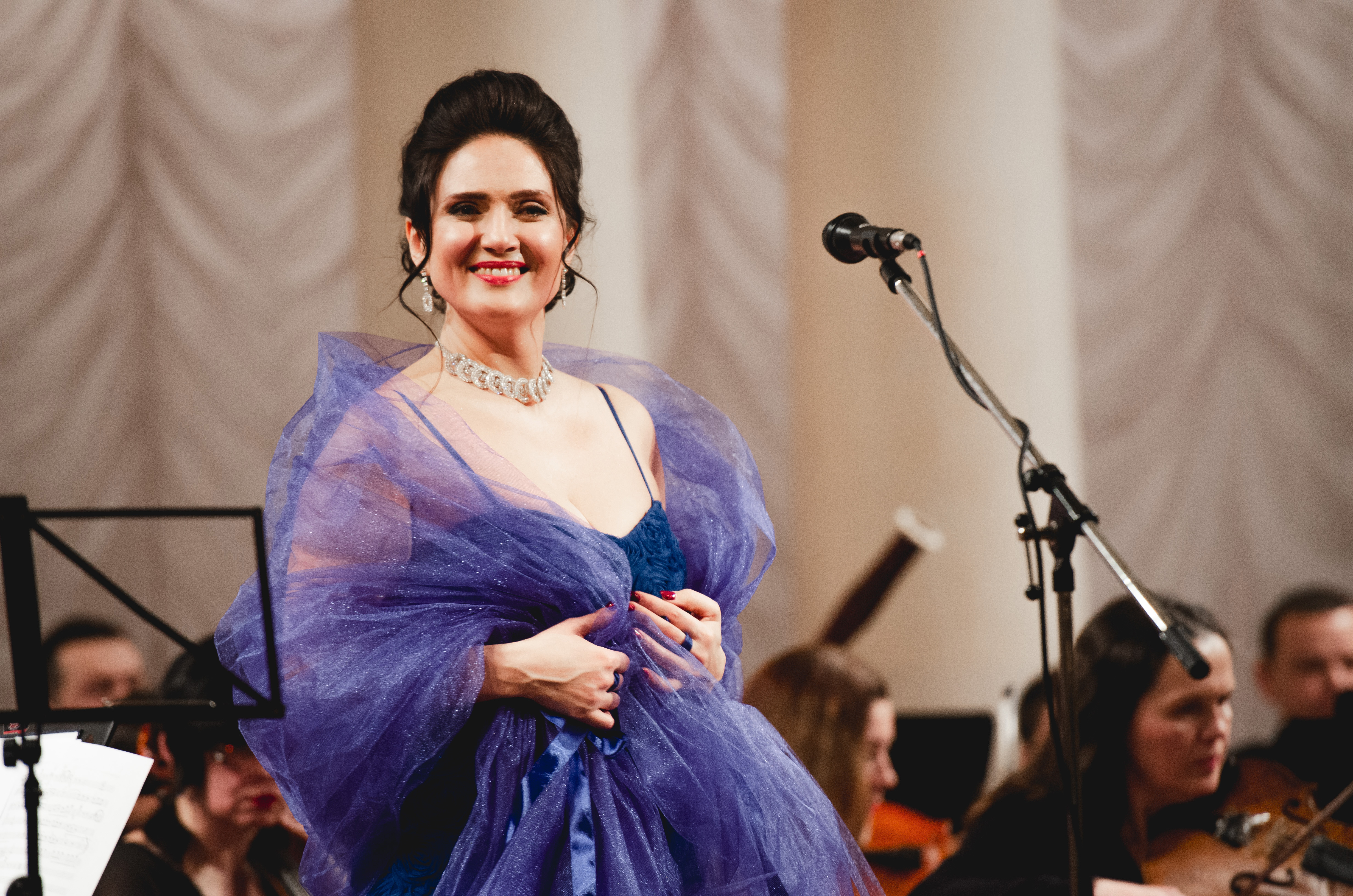
Ольга Чубарева Київ 2020

2006 року Ольгу Чубареву запросили на роботу до Національної філармонії України, де вона щороку співає кілька нових сольних програм. Широкий діапазон голосу дає співачці змогу виконувати музику найрізноманітніших епох і жанрів — як камерну, так і оперну, зокрема авангард. Виступала на концертах у Європарламенті на щорічних прийняттях мера Страсбурга для парламентарів. Лауреат понад десяти міжнародних конкурсів, стипендіат Вагнерівського фестивалю в Байройті.
У репертуарі співачки твори найрізноманітніших напрямків від оперної класики до сучасної популярної пісні, від серйозного академічного авангарду до джазу: арії з опер Белліні, Верді й Пуччіні, вокальні номери з оперет Кальмана і Легара, популярні іспанські, італійські пісні, джазові обробки українських пісень. Концертні програми за творами німецьких і австрійських композиторів, вечори української пісні і романсу, сучасної музики і джазу, оперної класики.
Ольга Чубарева виступає в Україні й за кордоном: у Німеччині, Польщі, Італії, Люксембурзі, Чехії, Франції. Часто бере участь у всеукраїнських і міжнародних фестивалях.
Визначним досягненням артистки є авторський міжнародний арт-проєкт «Lady Opera», який 2018 року відзначив своє 5-річчя в Національному палаці мистецтв «Україна». Арт-проєкт «Lady Opera» є зареєстрованою торговою маркою і насправді не має аналогів в Україні: серед наших оперних співачок поки одній лише Ользі вдалося залучити для виступів в Києві іноземних колег і виступити одночасно в ролі співачки, продюсерки, режисерки. Проєкт спрямований на популяризацію академічного оперного співу і класичної музики. У межах цього проєкту вже створено кілька різних концертних програм, зокрема «Lady Opera», «Europe», «Сни Роксолани», «Vivere».

На запитання «Чи не пропонували залишитися співати за кордоном?», Ольга Чубарева відповідає: «… мені хочеться звучати в Україні.»
Ольга Чубарева виховує сина Святослава.

## Звання
- Заслужений артист України (19.08.2008)[8]
- Народний артист України (07.10.2015)